# Сан Куирико д'Орча
Са̀н Куѝрико д'О̀рча (на италиански: San Quirico d'Orcia) е малко градче и община в централна Италия, провинция Сиена, регион Тоскана. Разположено е на 409 m надморска височина. Населението на общината е 2774 души (към 2010 г.).